# フルム・ド・モンブリゾン
フルム・ド・モンブリゾン（フランス語: Fourme de Montbrisont）は、フランスのオーヴェルニュ地域圏とローヌ＝アルプ地域圏の一部で生産される、牛乳を原料としたブルーチーズ。フルム (Fourme) は「型」を意味する forme が語源で、これはさらにギリシア語の formos, ラテン語の forma を語源とする。モンブリゾンはロワール県のモンブリゾンに由来する。1972年にフルム・ダンベールと合わせてAOC認定され、2002年にそれぞれ単独のチーズとして分割認定された。
ほぼ同じチーズと位置づけられるフルム・ダンベールとの違いは、カードを型に入れる際に塩を加えること、表皮の色の違いが挙げられる。表皮がオレンジ色になる理由は熟成時の台によるとも、熟成中に表面を塩水で適宜洗うからともされている。
全て工場で生産されるが、生産量自体は少ないという。